# Sista dansen (1921)
Sista dansen är en tysk stumfilm från 1921.

## Handling
En ung rysk dansare i Genève återvänder till Ryssland där han förälskar sig i en storhertiginna. Han arresteras, men lyckas fly och börjar leta efter henne tills han får veta att hon dött under hans tid i fängelse.

## Om filmen
Filmen hade premiär i Tyskland i februari 1921.

## Rollista
- Conrad Veidt - Dansaren
- Gussy Holl - Storhertiginnan
- Eugen Klöpfer
- Margarete Schlegel
- Paul Graetz
- Helene Gray
- Danny Guertler
- Albert Bennefeld
- Marcela Gremo
- Ellen Bolan
- Hubert von Meyerinck - Ej identifierad roll (ej krediterad)